# Zborov nad Bystricou
Zborov nad Bystricou (in ungherese Felsőzboró) è un comune della Slovacchia facente parte del distretto di Čadca, nella regione di Žilina.
Il villaggio fu citato per la prima volta in un documento storico nel 1662.

## La chiesa dell'Immacolata Concezione

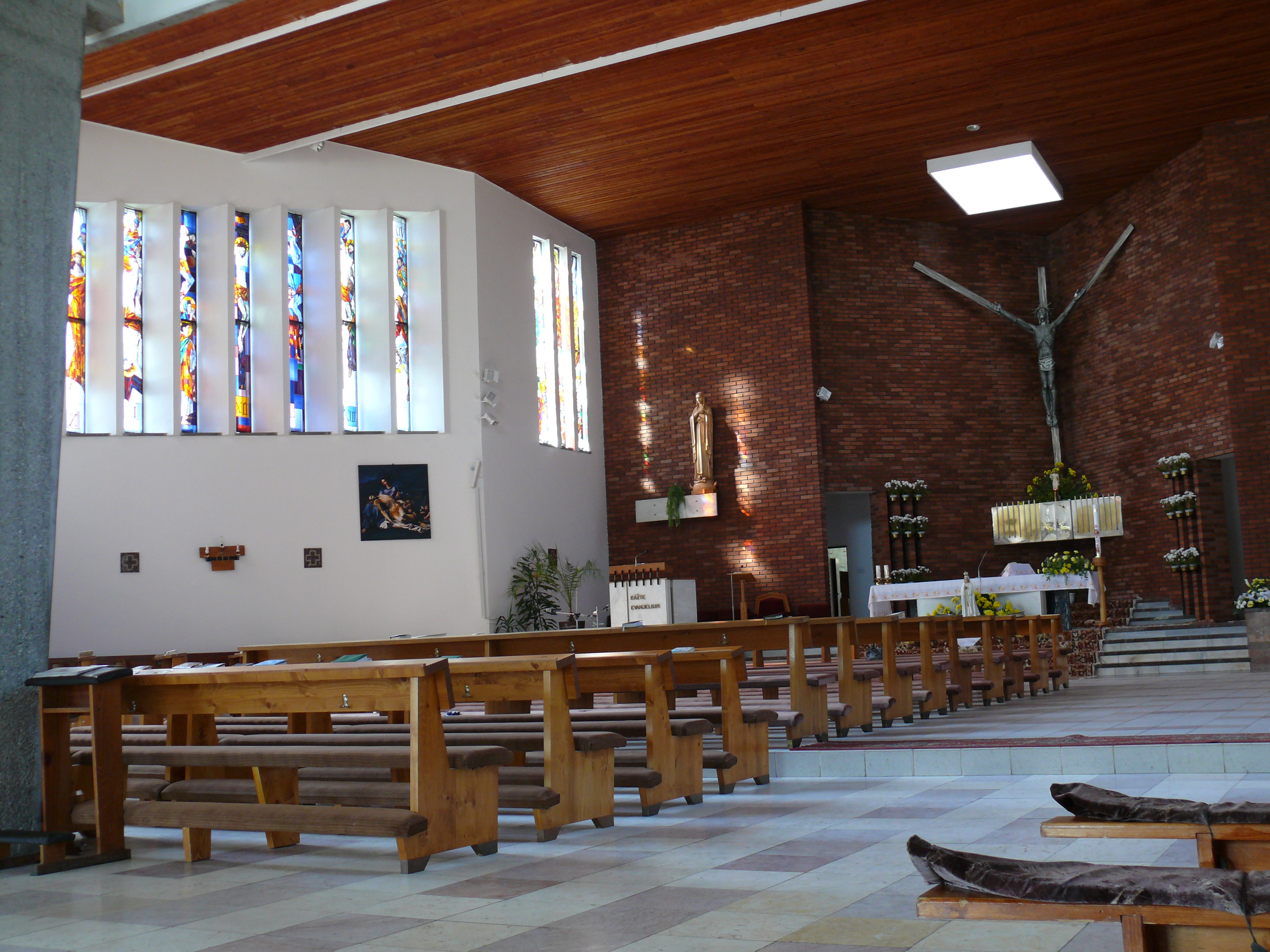
L'interno della chiesa, in cui si possono ammirare il grande Crocifisso di Alexander Trizuljak e le vetrate di Vincent Hložník.

La chiesa ha la forma di una stella a sette punte, che rimanda alla Madonna dei sette Dolori e una capacità di circa 2.000 persone, che la colloca tra le chiese più grandi della Slovacchia. Il Crocifisso in duralluminio sopra l'altar maggiore è alto quattro metri e fu realizzato dallo scultore Alexander Trizuljak; le 40 splendide vetrate sono opera del pittore Vincent Hložník. Questa chiesa per questi tesori artistici moderni è anche chiamata "Cappella Sistina di Kysucká".
I progetti per la costruzione della chiesa furono completati già nel 1969. La costruzione di una chiesa così grande in un villaggio relativamente piccolo era giustificata dalla presenza di un vicino museo. Oltre 2,8 milioni di corone cecoslovacche furono raccolte da donatori privati. La costruzione della chiesa cattolica dell'Immacolata Concezione iniziò nel marzo 1969 e 200 persone lavorarono nel cantiere. Nel 1970, con la normalizzazione, la costruzione fu fermata, ma poté riprendere grazie allo sforzo e alla diplomazia del parroco locale e nel 1971 l'edificio fu completato. La chiesa fu consacrata l'8 dicembre 1973. Fu una filiale della parrocchia di Krásno nad Kysucou fino al 1996, quando divenne una parrocchia autonoma.
È dotata di un organo, fabbricato dalla ditta Rieger-Kloss Krnov, opus 3489. Fu costruito nel febbraio 1979. Ha trasmissione elettrica, 3 manuali, 26 registri e 2310 canne. A quel tempo era uno degli organi più moderni della Slovacchia ed è ancora ammirato da molti esperti. La costruzione dell'organo ha incontrato molte complicazioni, ma è stata una grande sfida per la ditta di Krnov, perché era un nuovo strumento in una chiesa nuova e di forma inusuale. C'erano pochi progetti di questo tipo in Cecoslovacchia a quel tempo. Lo strumento ha una soluzione spaziale insolita, perché è collocato in tre armadi separati. Un registro speciale e raro è il registro orizzontale tromba spagnola 8'.